# Richard Coughlan
Richard Coughlan (ur. 2 września 1947 w Herne Bay w hrabstwie Kent w Anglii, zmarł 1 grudnia 2013 w Broadstairs) – brytyjski perkusista zespołu Caravan. Wcześniej muzyk w zespołach The Rojeens oraz The Wilde Flowers (1965-67).